# Convolución de Dirichlet
En matemática, la convolución de Dirichlet es una operación binaria definida para funciones aritméticas; esta es importante en teoría de números. Fue desarrollada por Johann Peter Gustav Lejeune Dirichlet, un matemático alemán.

## Definición
Si ƒ y g son dos funciones aritméticas ( i.e. funciones de enteros positivos a números complejos), se puede definir una nueva función aritmética ƒ * g, la convolución de Dirichlet de ƒ y g, por medio de
{\displaystyle {\begin{aligned}(f*g)(n)&=\sum _{d\,\mid \,n}f(d)g\left({\frac {n}{d}}\right)\\&=\sum _{ab\,=\,n}f(a)g(b)\end{aligned}}}
donde la suma se extiende sobre todos los divisores positivos d de n, o equivalentemente, sobre todos los pares (a, b) de enteros positivos cuyo producto sea n.

## Propiedades
El conjunto de funciones aritméticas forma un anillo conmutativo, el anillo de Dirichlet, bajo la adición componente a componente ( i.e. f + g se define por medio de (f + g)(n)= f(n) + g(n)) y la convolución de Dirichlet. La identidad multiplicativa es la función {\displaystyle \epsilon } definida como {\displaystyle \epsilon }(n) = 1 si n = 1 y {\displaystyle \epsilon }(n) = 0 si n > 1. Entonces las unidades (i.e. los elementos invertibles) de este anillo son las funciones aritméticas f con f(1) ≠ 0.
Especialmente, la convolución de Dirichlet es asociativa, 
{\displaystyle (f\cdot g)\cdot h=f\cdot (g\cdot h),\ }
distributiva para la suma
{\displaystyle f\cdot (g+h)=f\cdot g+f\cdot h=(g+h)\cdot f}
es conmutativa,
{\displaystyle f\cdot g=g\cdot f}
y tiene un elemento identidad,
{\displaystyle f\cdot \epsilon =\epsilon \cdot f=f}
Más aún, para cada f para el cual f(1) ≠ 0 existe un g tal que f * g = {\displaystyle \epsilon }, llamado inverso de Dirichlet de f.
La convolución de Dirichlet de dos funciones multiplicativas es siempre multiplicativa, y cada función multiplicativa tiene una inversa de Dirichlet que es también multiplicativa. El artículo sobre funciones multiplicativas expone un listado de varias relaciones de convolución sobre importantes funciones multiplicativas.
Dada una función completamente multiplicativa f entonces f (g*h) = (f g)*(f h), donde la yuxtaposición representa la multiplicación componente a componente. La convolución de dos funciones completamente multiplicativas es a a fortiori multiplicativa, pero no necesariamente completamente multiplicativa.

## Ejemplos
En estas fórmulas
{\displaystyle \epsilon } es la identidad multiplicativa. ( i.e. {\displaystyle \epsilon }(1) = 1, para todos los demás valores 0.)
1 es la función constante cuyo valor es 1 para todo n. (i.e. 1(n) = 1.) Manteniendo en mente que 1 no es la identidad.
1C, donde {\displaystyle \scriptstyle C\subset \mathbb {Z} } es un conjunto que es la función indicatriz. (i.e. 1C(n) = 1 si n ∈ C, 0 de cualquier otra manera.)
Id es la función identidad, cuyo valor es n. (I.e. Id(n) = n.)
Idk es la k-ésima función potencia. (i.e. Idk(n) = nk.)
Las otras funciones expuestas en los ejemplos son funciones aritméticas.
- 1 * μ = {\displaystyle \epsilon }   (La inversa de Dirichlet de la función constante 1 es la función de Möbius.) Esto implica que

- g = f * 1 if and only if f = g * μ   (la fórmula de inversión de Möbius).

- λ * |μ| = {\displaystyle \epsilon }   donde λ es la función de Liouville.

- λ * 1 = 1Sq   donde Sq = {1, 4, 9, ...} es el conjunto de cuadrados

- {\displaystyle \sigma }k = Idk * 1   definición de la función σk

- {\displaystyle \sigma } = Id * 1   definición de la función σ = σ1

- d = 1 * 1   definición de la función d(n) = σ0

- Idk = {\displaystyle \sigma }k * {\displaystyle \mu }   Inversión de Möbius de las fórmulas para σk, σ, y d.

- Id = {\displaystyle \sigma } * {\displaystyle \mu }

- 1 = d * μ

- d 3 * 1 = (d * 1)2

- {\displaystyle \varphi } * 1 = Id   Propiedad de la función φ de Euler.

- Jk * 1 = Idk

- (IdsJr) * Js = Js + r

- {\displaystyle \sigma } = {\displaystyle \varphi } * d   Demostración: convolucionar 1 en ambos miembros de Id = {\displaystyle \varphi } * 1.

- Λ * 1 = log   donde Λ es la función de von Mangoldt.

## Inversa de Dirichlet
Dada una función aritmética ƒ su inversa de Dirichlet g = ƒ−1 puede ser calculada recursivamente ( i.e. el valor de g(n) es en términos de g(m) para m < n) de la definición de inversa de Dirichlet.
Para n = 1:
(ƒ * g) (1) = ƒ(1) g(1) = {\displaystyle \epsilon }(1) = 1, así
g(1) = 1/ƒ(1). Esto implica que ƒ no tiene inversa de Dirichlet siƒ(1) = 0.
Para n = 2
(ƒ * g) (2) = ƒ(1) g(2) + ƒ(2) g(1) = {\displaystyle \epsilon }(2) = 0,
g(2) = −1/ƒ(1) (ƒ(2) g(1)),
Para n = 3
(ƒ * g) (3) = ƒ(1) g(3) + ƒ(3) g(1) = {\displaystyle \epsilon }(3) = 0,
g(3) = −1/ƒ(1) (ƒ(3) g(1)),
Para n = 4
(ƒ * g) (4) = ƒ(1) g(4) + ƒ(2) g(2) + ƒ(4) g(1) = {\displaystyle \epsilon }(4) = 0,
g(4) = −1/ƒ(1) (ƒ(4) g(1) + ƒ(2) g(2)),
y en general para n > 1,
{\displaystyle g(n)={\frac {-1}{f(1)}}\sum _{\stackrel {d\,\mid \,n}{d<n}}f\left({\frac {n}{d}}\right)g(d).}
Dado que la única división es por ƒ(1) se muestra que ƒ tiene una inversa de Dirichlet si y sólo si ƒ(1) ≠ 0.